# Władysław August Kościelski
Władysław August Kościelski herbu Ogończyk (ur. 21 października 1886 w Warszawie, zm. 12 lutego 1933 w Poznaniu) – polski poeta, wydawca, mecenas sztuki. Właściciel Instytutu Wydawniczego „Biblioteka Polska” w Bydgoszczy i Warszawie.

## Życiorys
Urodził się 21 października 1886 w Warszawie jako syn ziemianina Józefa Teodora, właściciela m.in. Miłosławia w poznańskiem i Marii z Blochów, autorki powieści wydawanych pod ps. „Szarlej”. Jego dziadkiem ze strony matki był finansista Jan Bloch. Jego stryj Władysław Kościelski (1818-1895) był powstańcem z 1848, agentem Hotelu Lambert i generałem w służbie tureckiej.
Podjął studia uniwersyteckie w Monachium, lecz ich nie ukończył. Następnie udał się do Paryża, gdzie słuchał wykładów z zakresu sztuki i literatury. W 1911, wspólnie z Ludwikiem Morstinem, założył miesięcznik „Museion”, wydawany w Krakowie i Paryżu, informujące o życiu artystycznym Francji.

Herb Ogończyk

Odziedziczywszy majątek po ojcu i stryju Władysławie, wrócił na jakiś czas do Wielkopolski. Lata I wojny światowej spędził w Bawarii. W Monachium wraz z Aleksandrem Guttrym założył wydawnictwo Polnische Bibliotek, którego celem było zaznajomienie cudzoziemców poprzez niemieckie przekłady z polską historią, kulturą i literaturą. W odrodzonej Polsce również zajął się działalnością wydawniczą. Finansował „Nowy Przegląd Literatury i Sztuki” (1920–1921) i jego kontynuację „Przegląd Warszawski” (1921-1925). Nie była mu też obca twórczość literacka. Był autorem dwóch tomów wierszy: U brzegu ciszy (1919) i Tercyny (1931). Dokonywał również tłumaczeń dramatów i poezji francuskich oraz pisał artykuły zamieszczane w „Nowym Przeglądzie Literatury i Sztuki”, „Kurierze Warszawskim” i „Rzeczypospolitej”.
Jego głównym dziełem było stworzenie Instytutu Wydawniczego „Biblioteka Polska”. W 1919 nabył korzystnie za 6 mln marek (spłaconych już w czasie dewaluacji) z rąk niemieckich (Banku M. Stadthagen) drukarnię Grunauera w Bydgoszczy. Zakład ten przekształcił w Zakłady Graficzne Instytutu Wydawniczego „Biblioteka Polska” i systematycznie unowocześniał, wyposażał w najnowsze maszyny i urządzenia drukarskie. W końcu lat 20. zatrudniano w nich ok. 400 pracowników. Kościelski był głównym akcjonariuszem wydawnictwa, prezesem rady nadzorczej został Jan Kasprowicz, a współpracowali m.in. Józef Weyssenhoff (który był jego wujem). Prawdopodobne jest, że właśnie za sprawą Kościelskiego, Józef Weyssenhoff zamieszkał w 1924 w Bydgoszczy.
W 1918 zakupił dwie kamienice przy ul. Świętojańskiej w Warszawie − Mansjonarię i Psałterię.
Jego wydawnictwo „Biblioteka Polska” służyło upowszechnianiu arcydzieł literatury polskiej i obcej. Zabiegano o staranną oprawę edytorską i piękne przekłady. Tempo wydawnicze osłabło dopiero w latach wielkiego kryzysu gospodarczego. Kiedy jego sytuacja majątkowa stała się krytyczna, popełnił samobójstwo, wyskakując z okna drugiego piętra poznańskiego hotelu Bazar 12 lutego 1933 (są również przypuszczenia, iż był to nieszczęśliwy wypadek).